# Jüdischer Friedhof (Wallhausen)
Der Jüdische Friedhof Wallhausen ist ein Friedhof in der Ortsgemeinde Wallhausen im Landkreis Bad Kreuznach in Rheinland-Pfalz.
Der jüdische Friedhof liegt etwa drei Kilometer nordöstlich des Ortes am südlichen Rand des Waldhilberheimer Waldes in der Nähe der Kreisstraße 46. Man erreicht den Friedhof über die Landstraße von Wallhausen nach Windesheim.
Auf dem 210 m² großen Friedhof befinden sich sechs Grabsteine aus der Zeit von 1906 bis 1929.